# Sinodelphys szalayi
Sinodelphys szalayi (‘opòssum xinès de Szalay’ en llatí) és actualment el fòssil de marsupial més antic conegut, amb una edat estimada de 125 milions d'anys. Fou descobert a voltants del 2003 a la província de Liaoning, Xina, per un equip de científics que incloïen John Wible i Zhe-Xi Luo. Sinodelphys szalayi només feia quinze centímetres de llarg i pesava possiblement uns trenta grams. El seu esquelet fossilitzat està envoltat d'impressions de pelatge i de teixit tou, gràcies a l'excepcional sediment, que preserva aquests detalls. L'estructura de les potes de Sinodelphys mostra que aquest petit marsupial era arborícola, com el seu contemporani placentari Eomaia. Sinodelphys caçava probablement cucs i insectes. La majoria de marsupials mesozoics han estat descoberts a Nord-amèrica, Sud-amèrica i Àsia. La majoria visqueren durant el Cretaci superior, entra fa 90 i 65 milions d'anys.